# Britvalica
Britvalica (nemško Prikalitz) je naselje v Občini Gospa Sveta v Okraju Celovec-dežela na Koroškem v Avstriji.